# Мариниана
Мариниа́на (лат. Egnatia Mariniana; умерла, по одной из версий, до 253 года) — предполагаемое имя жены императора Валериана и матери Галлиена. Имя жены Валериана из письменных источников не известно. Реконструируется по нумизматическим свидетельствам.

## Биография
Несколько монет с надписью DIVAE MARINIANAE («Божественной Мариниане») относятся к началу правления Валериана и его сына, Галлиена. Учитывая практику обожествления жён, которые умерли до того, как их мужья становились принцепсами, можно предположить, что Мариниана умерла до 253 года.
Ранее предполагалось, что отцом Маринианы был Эгнаций Виктор Мариниан, легат-пропретор Аравии и Мёзии. Однако более поздние исследования показывают, что она была дочерью Луция Эгнация Виктора, занимавшего не позднее 206 года должность консула-суффекта, а после управлявшего Верхней Паннонией. Следовательно, Мариниана приходилась сестрой (а не дочерью) наместнику Аравии и Мёзии.